# The Ratchet and Clank Trilogy
The Ratchet and Clank Trilogy (ou Ratchet and Clank Collection aux États-Unis)
est une compilation développée par Insomniac Games, Idol Minds et Mass Media sortie le 6 juin 2012 sur PlayStation 3 et le 2 juillet 2014 sur PlayStation Vita, qui regroupe les portages des jeux Ratchet and Clank, Ratchet and Clank 2 et Ratchet and Clank 3,,,,,.